# Carin Stenström
Carin Louise Christina Stenström, ogift Hultén, född den 3 december 1947 i Lund, dåvarande Malmöhus län, är en svensk journalist, författare och tidigare chefredaktör för den kristna tidningen Världen idag.
Under namnet Carin Hultén var hon under tiden juli till september 1976 tillförordnad chefredaktör för Karlshamns Allehanda. Stenström har även varit  ledarskribent på Dagen och Dagens Nyheter samt medverkat med krönikor i Skånska Dagbladet och Människor och tro. 
Stenström är dotter till läkaren Hjalte Hultén och Eva, ogift Malmgren, samt yngre syster till Lars Hultén och dotterdotter till Robert Malmgren.
Hon är sedan 1977 gift med Jan Stenström (född 1951).